# Park van Beervelde
Het Park van Beervelde is een kasteelpark gelegen in het dorp Beervelde, een deelgemeente van Lochristi. Het landgoed behoort sinds zijn ontstaan in 1873 aan de familie de Kerchove de Denterghem. Het wordt beheerd door Graaf Renaud de Kerchove de Denterghem. De graaf stelt tweemaal per jaar zijn eigendom open tijdens de tuindagen van Beervelde in mei en oktober. Het park is 25 hectare groot en sinds 1995 beschermd als monument.

## Geschiedenis

### Ontstaan

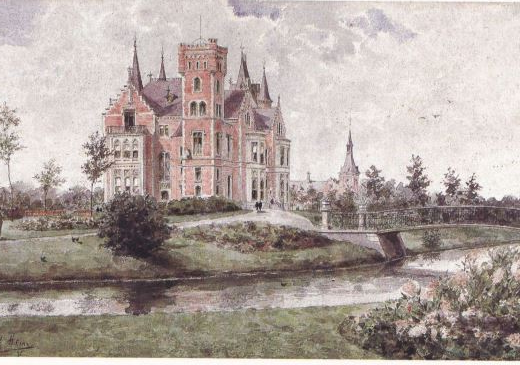
Dit schilderij toont het vroegere kasteel in het park van Beervelde. Het werd na de Tweede Wereldoorlog gesloopt en vervangen door een landhuis.

In 1783 kocht Thérèse Amelot het landgoed als buitenverblijf. Sindsdien bleef het domein in handen van dezelfde familie. Na de dood van Jean-François senior viel het in onverdeeldheid tussen Jean-François junior, Thérèse (1804-1872), Eugène en August de Loose. Na hun overlijden ging het domein naar de enige dochter van Thérèse en Felix de Limon Steenbrugghe, Eugénie de Limon Steenbrugghe. Zij was de echtgenote van graaf Charles de Kerchove.
Zij en haar man lagen aan de basis van het park. Ze schakelden de Brusselse landschapsarchitect Louis Fuchs (1818-1904) in om de velden en bossen te verbouwen tot een kasteelpark. Ze lieten een nieuw kasteel en enkele bijgebouwen bouwen in neogotische stijl. Dit naar een ontwerp van de architect Théophile Bureau. In een steen van de bijgebouwen staat de datum 1873 gekerfd. Dit verwijst naar het bouwjaar van het kasteelpark. Charles de Kerchove stierf in 1882 en liet het kasteelpark na aan zijn vrouw Eugénie de Limon Steenbrugghe. Zij regeerde 17 jaar over het kasteelpark tot ze in 1899 stierf. Ze liet het kasteelpark na aan haar dochter Louisa en haar kleinzoon Maurice Lippens. Gedurende de periode van 1899-1903 was het onduidelijk wie het kasteelpark bezat. Nadien regeerde haar zoon Oswald de Kerchove (1903 tot 1906). Vervolgens werd het kasteelpark beheerd door Tilla de Kerchove (1906 tot 1921) en André de Kerchove (1921 tot 1929).

### 20e eeuw
Het kasteel van Beervelde werd tijdens de Tweede Wereldoorlog bezet door de Duitsers. In 1946 werd het kasteel omwille van de beschadiging en het dure onderhoud afgebroken. Op deze plaats werd later een landhuis gebouwd. De kelders van het oorspronkelijke kasteel bleven echter behouden. Deze kelders vormden de fundering voor de bouw van het huidige landhuis. Het kasteelpark werd na de Tweede Wereldoorlog beheerd door Charles de Kerchove (1946 tot 1985). Hij bouwde met zijn vrouw de witte villa. Ze verlieten nadien het domein. Het domein werd door hen gebruikt als buitenverblijf. Gedurende deze periode kreeg het kasteelpark een minimum aan onderhoud. Het raakte langzaam in verval tot Renaud de Kerchove, zoon van Charles de Kerchove, in 1988 het domein beheerde.

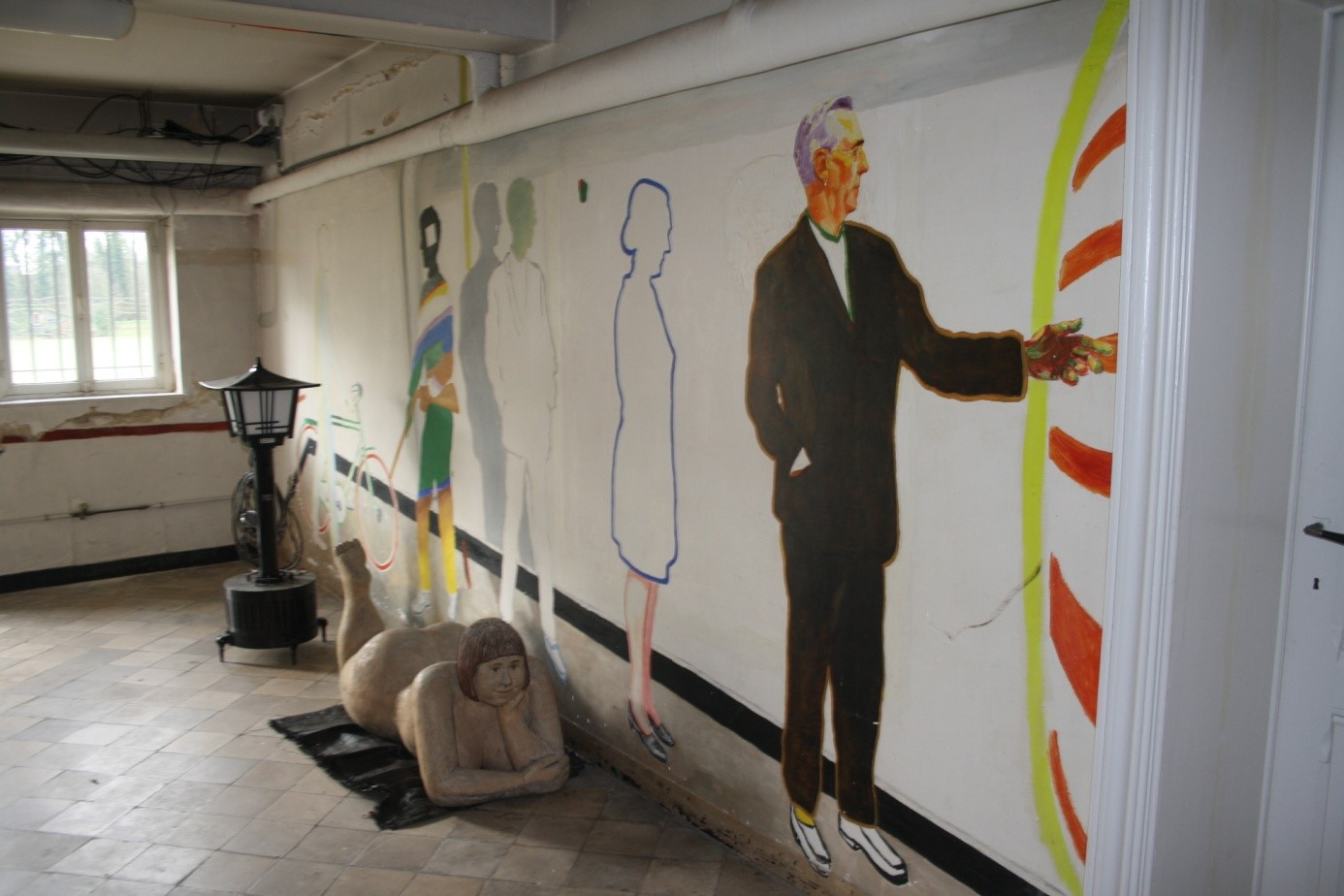
Muurschildering van Roger Raveel

In 1966 maakte Roger Raveel (1921-2013) samen met Raoul De Keyser, Etienne Elias en Reinier Lucassen de muurschilderingen in de kelder van het kasteel van Beervelde. Renaud de Kerchove wou als tiener een eigen recreatieruimte ontwikkelen. Hij kreeg hiervoor van zijn vader, Charles de Kerchove, een ruimte in de kelder. Charles de Kerchove bezocht een tentoonstelling van Raveel in het Bozar. Nadien schakelde hij hem in om de gang in de kelder te decoreren tot aan de recreatieruimte van zijn zoon. Raveel vond het belangrijk dat zijn schilderij onderdeel werd van de omgeving. Zo gebruikt hij vaak spiegels. In ieder schilderij komt dezelfde figuur, een vierkant, terug. Deze figuur gebruikte hij op al zijn schilderijen als handtekening.

## Het domein

### Eclectische stijl

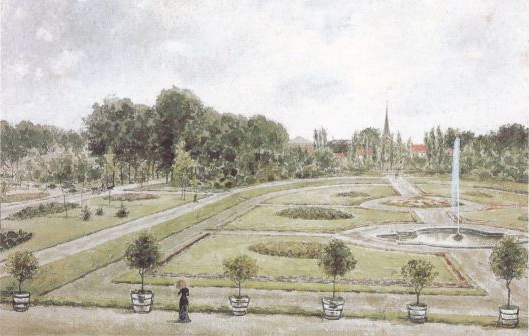
Dit schilderij toont de Franse tuin die vroeger aanwezig was in het park van Beervelde. Vandaag blijven enkel de contouren van de tuin over.

Eclecticisme of gemengde stijl is de landschapsarchitectuur die we in het park aantreffen. In het park van Beervelde primeren twee verschillende stijlen. Zo is het domein enerzijds een voorbeeld van de typische Engelse landschapsstijl. Dit herkennen we aan de grote variatie bomen, grasvelden, waterpartijen, bruggetjes, open plaatsen in het bos en bochtige paden. Het kunstmatig meer en de talrijke heuvels primeren in het landschap. We vinden ook regelmatig doorkijkjes op het landschap zoals bij het paviljoen. Het park van Beervelde is anderzijds ook een voorbeeld van de Franse tuin. Zo vinden we voor de witte villa nog restanten van deze tuin. De strakke lijnen en vormen in het gras verwijzen naar de vroegere aanwezigheid van een Franse tuin. Deze tuin bevond zich aan de zuidkant van het kasteel. In deze tuin lagen er strakke grasvelden, geometrische paden maar ook heel wat bloemperken. Op de voorgrond stonden enkele citrusbomen en laurierbomen. Tijdens de winterperiode werden de planten verplaatst naar de oranjerie.

### Beheer

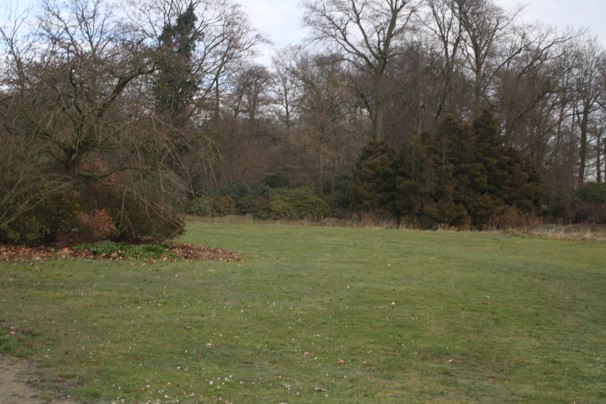
Op deze afbeelding zie je een typisch voorbeeld van woodland gardening. Er is een grote verscheidenheid aan planten.

In het beboste deel van het park wil men een zo natuurlijk mogelijk geheel creëren. Dit doen ze dankzij woodland gardening. Opmerkelijk zijn de stinsenplanten in april en zijn azalea’s in mei. Het merendeel van deze azalea’s behoort tot de historisch belangrijke groep van de harde Gentse azalea's (hardy Ghents genoemd in Engeland, pontica hybriden in Nederland). De azalea's zijn terug te vinden onder de heel grote eiken en beuken.

### Gebouwen
Het park bevat niet alleen verschillende landschapsstijlen maar ook enkele opmerkelijke gebouwen. Hier volgt een opsomming van de belangrijkste gebouwen van het park:
- Witte villa: Deze villa staat op de plaats van het oorspronkelijke kasteel. In de kelder van deze villa vinden we muurschilderingen van de kunstenaar Roger Raveel.
- Koetshuis: Hier stonden vroeger de verschillende voertuigen van de bewoners.
- Paviljoen: De functie van dit gebouw is een soort van uitkijkpunt over het domein. Van hieruit heb je gezicht op de vijver en de villa.

## Tuindagen
Sinds Charles de Kerchove het park liet aanleggen was het de bedoeling om het als uitstalraam voor de Gentse tuinbouw te laten dienen. Dit vindt nog altijd sinds 1989 twee keer per jaar plaats, als de Tuindagen van Beervelde. Dit onder leiding van graaf Renaud. Meer dan 220 exposanten nemen deel aan dit evenement. Het aantal bezoekers, voor een groot deel tuin- en plantenliefhebbers, draait rond de 20.000, waarvan meer dan 10% uit het buitenland komt. Naast het aanbod van planten, bomen en decoratie zijn er ook tal van nevenactiviteiten. De opbrengsten die voortvloeien uit de tuindagen worden gebruikt om het domein in stand te houden.